# Acryptolaria bathyalis
Acryptolaria bathyalis is een hydroïdpoliep uit de familie Lafoeidae. De poliep komt uit het geslacht Acryptolaria. Acryptolaria bathyalis werd in 2010 voor het eerst wetenschappelijk beschreven door Peña Cantero & Vervoort. 